# 無籽果實

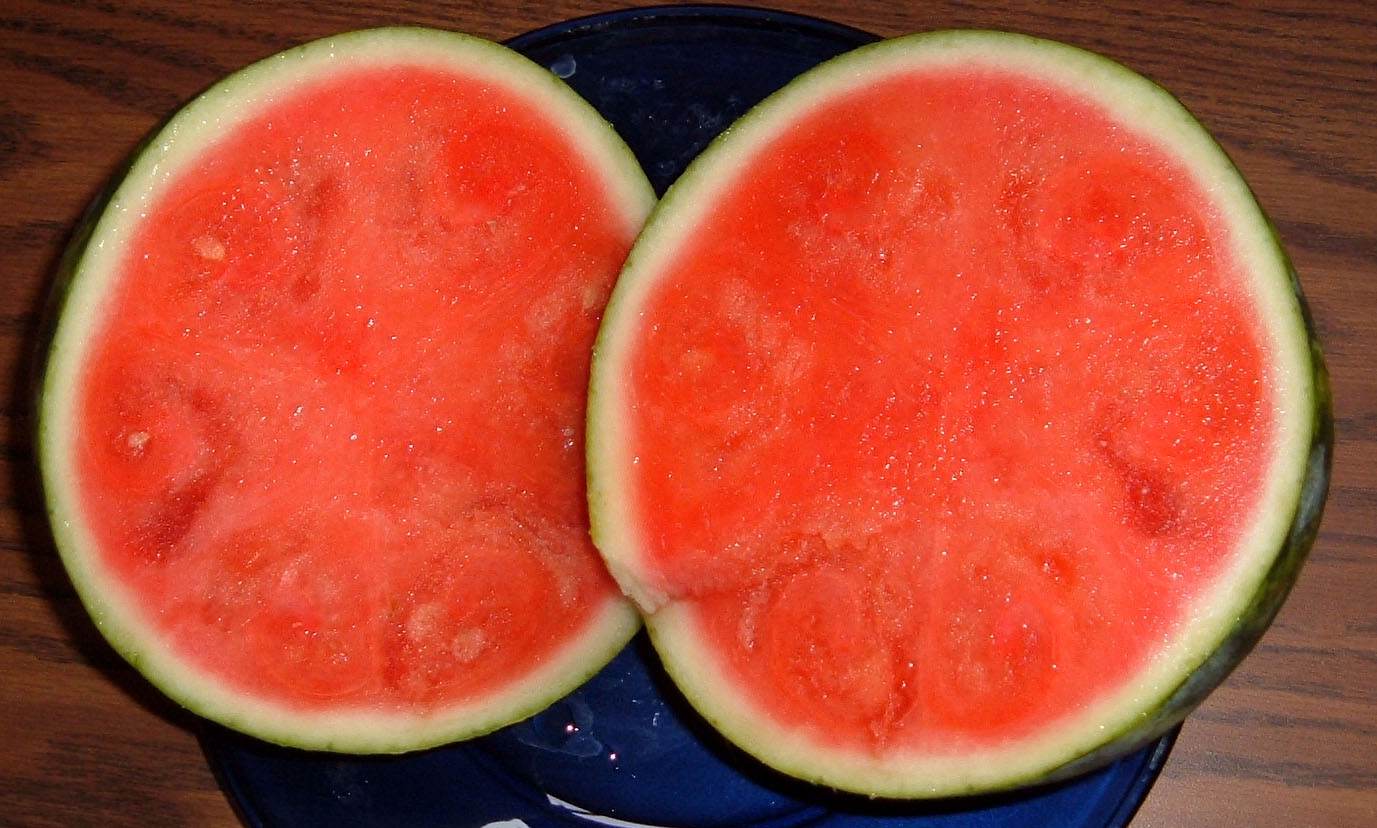
無籽西瓜

無籽果實是一種被培植至不包含任何成熟種子的果實。無籽水果食用起來通常更為容易、方便，故具有商業價值。
不少被商業培植的無籽果實，本身在天然的果實通常含有比較大而硬的種子，以至分布整個果實的果肉裡。

## 常見品種
常見的無籽果實品種包括西瓜、番茄、葡萄（如Termarina rossa）和香蕉。此外，還有眾多的無籽柑桔類水果，如橙和檸檬。

## 培植方法
培植無籽水果最常見的原因是不成功的授粉，或是雌配子體或雄配子體喪失功能。有很多植物具有自交不親和性（self-incompatibility）的基因，此種特性使植物只容許來自不同遺傳的雌雄親代（即是父親或母親）互相授粉。果農便利用這種特性生產無籽果實，例如橙。當這些栽培品種被種植在植株全與自身一樣的複製株的果園裡時，便會失去製造種子的能力。由於它們是單性結果，所以仍可生產果實。